# Pterolophia subfulvisparsa
Pterolophia subfulvisparsa là một loài bọ cánh cứng trong họ Cerambycidae.